# Хальч (станція)
Хальч (біл. Хальч) — залізнична станція Гомельського відділення Білоруської залізниці на електрифікованій лінії Гомель — Жлобин між зупинними пунктами Стара Рудня та Колибівка. Розташована в однойменному селищі Хальч Жлобинського району Гомельської області.